# 渡邊月蝶魚
渡邊月蝶魚，又名渡邊頰刺魚，俗名渡邊氏神仙，為輻鰭魚綱鱸形目鱸亞目蓋刺魚科的其中一個種。

## 分布
本魚分布於中西太平洋區，包括日本、台灣、印尼、菲律賓、澳洲、關島、馬紹爾群島、馬里亞納群島、新喀里多尼亞、帛琉、庫克群島、東加、法屬波里尼西亞等海域。

## 深度
水深1至20公尺。

## 特徵
本魚體側扁，口小。雌雄斑紋不同，幼魚與雌魚較相近。雌魚體為淡藍色，背鰭、臀鰭與尾鰭上下葉具黑緣，頭頂據2至3塊黑斑；而雄魚背部與尾鰭為藍色，近腹部為白色且具10條左右的黑縱紋，交界處並有一黃色縱帶。背鰭硬棘15至16枚，軟條15至16枚；臀鰭硬棘3枚，軟條14至17枚。體長可達15公分。

## 生態
本魚棲息在有海流的珊瑚礁或崖壁邊緣區，喜好在20公尺以下的深水區活動。肉食性，以浮游生物為主，具性轉變的特性，為先雌後雄。

## 經濟利用
為觀賞性魚類，不供食用。